# Петра Цицварић
Петра Цицварић (Осијек, 29. март 1986) је хрватска позоришна и телевизијска глумица.
После завршетка Математичке гимназије у Осијеку, одлази у Загреб где је уписала Филозофски факултет (филозофију и фонетику). Завршила је прву годину и вратила се у Осијек, положила пријемни на Уметничкој Академији. Дипломирала је 2008. године на одсеку за глуму и луткарство.

## Филмографија
| Год.         | Назив                      | Улога        |
| ------------ | -------------------------- | ------------ |
| 2000.-те     |                            |              |
| 2009 - 2011. | Најбоље године (ТВ серија) | Корана Лотар |
| 2010.-те     |                            |              |
| 2011 - 2012. | Ружа вјетрова              | Сара Матошић |